# Liste der Sieger der Grand-Slam-Turniere (Damendoppel-Rollstuhl)
Die Liste der Sieger der Grand-Slam-Turniere im Damendoppel (Rollstuhl) listet alle Grand-Slam-Siegerinnen bei den Rollstuhltennis-Damendoppel seit 2004 auf. Das erste Grand-Slam-Turnier in dieser Wettbewerbsklasse wurde 2004 im Rahmen der Australian Open ausgetragen.

## Wettbewerbe
Farblegende: Grand Slam als Doppel
Grand Slam mit verschiedenen Partnern
| Jahr | Australian Open                    | French Open                    | Wimbledon                      | US Open                        |
| ---- | ---------------------------------- | ------------------------------ | ------------------------------ | ------------------------------ |
| 2004 | Maaike Smit Esther Vergeer         |                                |                                |                                |
| 2005 | Florence Gravellier Maaike Smit    |                                |                                | Korie Homan Esther Vergeer     |
| 2006 | Jiske Griffioen Esther Vergeer     |                                |                                | Jiske Griffioen Esther Vergeer |
| 2007 | Jiske Griffioen Esther Vergeer     | Maaike Smit Esther Vergeer     |                                | Jiske Griffioen Esther Vergeer |
| 2008 | Jiske Griffioen Esther Vergeer     | Jiske Griffioen Esther Vergeer |                                | Ausgefallen, Paralympics       |
| 2009 | Korie Homan Esther Vergeer         | Korie Homan Esther Vergeer     | Korie Homan Esther Vergeer     | Korie Homan Esther Vergeer     |
| 2010 | Florence Gravellier Aniek van Koot | Daniela Di Toro Aniek van Koot | Esther Vergeer Sharon Walraven | Esther Vergeer Sharon Walraven |
| 2011 | Esther Vergeer Sharon Walraven     | Esther Vergeer Sharon Walraven | Esther Vergeer Sharon Walraven | Esther Vergeer Sharon Walraven |
| 2012 | Esther Vergeer Sharon Walraven     | Marjolein Buis Esther Vergeer  | Jiske Griffioen Aniek van Koot | Ausgefallen, Paralympics       |
| 2013 | Jiske Griffioen Aniek van Koot     | Jiske Griffioen Aniek van Koot | Jiske Griffioen Aniek van Koot | Jiske Griffioen Aniek van Koot |
| 2014 | Yui Kamiji Jordanne Whiley         | Yui Kamiji Jordanne Whiley     | Yui Kamiji Jordanne Whiley     | Yui Kamiji Jordanne Whiley     |
| 2015 | Yui Kamiji Jordanne Whiley         | Jiske Griffioen Aniek van Koot | Yui Kamiji Jordanne Whiley     | Jiske Griffioen Aniek van Koot |
| 2016 | Marjolein Buis Yui Kamiji          | Yui Kamiji Jordanne Whiley     | Yui Kamiji Jordanne Whiley     | Ausgefallen, Paralympics       |
| 2017 | Jiske Griffioen Aniek van Koot     | Marjolein Buis Yui Kamiji      | Yui Kamiji Jordanne Whiley     | Marjolein Buis Diede de Groot  |
| 2018 | Marjolein Buis Yui Kamiji          | Diede de Groot Aniek van Koot  | Diede de Groot Yui Kamiji      | Diede de Groot Yui Kamiji      |
| 2019 | Diede de Groot Aniek van Koot      | Diede de Groot Aniek van Koot  | Diede de Groot Aniek van Koot  | Diede de Groot Aniek van Koot  |
| 2020 | Yui Kamiji Jordanne Whiley         | Diede de Groot Aniek van Koot  | Ausgefallen, COVID-19-Pandemie | Yui Kamiji Jordanne Whiley     |
| 2021 | Diede de Groot Aniek van Koot      | Diede de Groot Aniek van Koot  | Yui Kamiji Jordanne Whiley     | Diede de Groot Aniek van Koot  |
| 2022 | Diede de Groot Aniek van Koot      | Diede de Groot Aniek van Koot  | Yui Kamiji Dana Mathewson      | Diede de Groot Aniek van Koot  |
| 2023 | Diede de Groot Aniek van Koot      | Yui Kamiji Kgothatso Montjane  | Diede de Groot Jiske Griffioen | Yui Kamiji Kgothatso Montjane  |
| 2024 | Diede de Groot Jiske Griffioen     | Diede de Groot Aniek van Koot  | Yui Kamiji Kgothatso Montjane  | Ausgefallen, Paralympics       |
| 2025 | Li Xiaohui Wang Ziying             | Yui Kamiji Kgothatso Montjane  | Li Xiaohui Wang Ziying         |                                |